# Холмецкий сельсовет
Холмецкий сельсовет — упразднённая административно-территориальная единица, существовавшая на территории Московской губернии и Московской области до 1959 года.
Холмецкий сельсовет возник в первые годы советской власти. По данным 1922 года он находился в составе Серединской волости Волоколамского уезда Московской губернии.
По данным 1926 года в состав сельсовета входил 1 населённый пункт — Холмец.
В 1929 году Холмецкий с/с был отнесён к Шаховскому району Московского округа Московской области. При этом к нему был присоединён Артемковский с/с.
17 июля 1939 года к Холмецкому с/с был присоединён Симанковский с/с (селения Симанково, Лукошкино и Маевка).
14 июня 1954 года к Холмецкому с/с был присоединён Репотинский с/с.
8 августа 1959 года из Холмецкий с/с был упразднён. При этом селения Высокое, Канаево и Репотино были переданы в Серединский с/с, а Артёмки, Лукошкино, Маевка, Симанково и Холмец — в Дорский с/с.